# Dadaş Dadaşbəyli
Dadaş Nurulla oğlu Dadaşbəyli (también escrito como Dadash Dadashbayli; 15 de julio de 1996) es un deportista azerbaiyano que compite en halterofilia.
Ganó dos medallas en el Campeonato Mundial de Halterofilia, en los años 2023 y 2024, y dos medallas en el Campeonato Europeo de Halterofilia, en los años 2021 y 2024.

## Palmarés internacional
| Campeonato Mundial | Campeonato Mundial    | Campeonato Mundial | Campeonato Mundial |
| Año                | Lugar                 | Medalla            | Categoría          |
| ------------------ | --------------------- | ------------------ | ------------------ |
| 2023               | Riad (Arabia Saudita) | Medalla de bronce  | 109 kg             |
| 2024               | Manama (Baréin)       | Medalla de plata   | 109 kg             |
| Campeonato Europeo |                       |                    |                    |
| Año                | Lugar                 | Medalla            | Categoría          |
| 2021               | Moscú (Rusia)         | Medalla de bronce  | 102 kg             |
| 2024               | Sofía (Bulgaria)      | Medalla de oro     | 109 kg             |